# De Sade (dinastia)
La famiglia de Sade è una stirpe nobile francese di origine provenzale. Conta tra i suoi membri letterati, politici, magistrati, vescovi, soldati, in Provenza, nel Contado Venassino e in Francia. Il membro più noto è il Marchese de Sade.

## Origini
L'albero genealogico della stirpe può essere fatto risalire a Raimond de Sade nel XIII secolo. Tuttavia un certo Bertrand de Sade risulta che partecipò ad un'assemblea tenuta nella città di Arles nel 1216.
Nel 1416, i Sade ricevettero il diritto di portare l'aquila imperiale sulla loro stella, privilegio che Elzéar de Sade ottiene dall'imperatore Sigismondo di Lussemburgo come riconoscimento del suo servizio militare.
Régis Valette nel Catalogue de la noblesse française au XXI siècle scrive che la famiglia Sade proviene dal Contado Venassino e prova una filiazione nobile dal 1302.

## Storia
- Il nome Sade apparve nel XII secolo, quando Louis de Sade, governatore di Avignone nel 1177, intraprese la costruzione del primo ponte della città, il Pont Saint-Bénézet[senza fonte]. Paul ricevette papa Giovanni XXII nel 1316 al suo arrivo ad Avignone. Era il padre di Guillaume, la cui linea genealogica si estinse con il nipote Pons, vescovo di Vaison, e di Hugues II, detto il Vecchio, viguier di Avignone nel 1373. Quest'ultimo si sposò per la prima volta con Laura de Noves, la musa di Petrarca. Da questo matrimonio ebbe Hugues III detto il Giovane, deputato della città di Apt, padre di Elzéar, coppiere di papa Benedetto XII, autorizzato dall'imperatore Sigismondo, durante la sua visita ad Avignone nel 1415, ad aggiungere alle sue l'aquila bicefala[5] e Jean, primo presidente del parlamento di Aix nel 1415 e ambasciatore[2]. Dal figlio di quest'ultimo, Girard, sorsero i rami di Mazan e di Eyguières. Dal secondo matrimonio di Hugues III con Verdaine de Trentelivres nacquero Paul, vescovo di Marsiglia nel 1405, e Baudet da cui sorse il ramo di Saumane, estintosi con Joachim, sposato con Madeleine Lartessuti, nel 1534[2].
- Appartengono al ramo di Mazan, Gabrielle, madre di Charlotte de Beaune-Semblançay, amante del re Enrico IV, Joachim, morto nel 1538, che fu il primo del suo ramo a diventare capitano ereditario del castello di Vaison, Jean II, primo presidente della chambre des comptes d'Aix-en-Provence nel 1551, Richard, vescovo di Cavaillon nel 1660, cameriere pontificio di papa Urbano VIII e governatore di Ravenna, Jean-Baptiste, nipote del precedente che gli successe nella cattedra vescovile di Cavaillon nel 1665, e suo fratello Richard II, priore di Saint-Gilles. Seguirono poi Jacques, storico del Petrarca, vicario generale di Narbona nel 1735, e i suoi fratelli Richard III, priore di Tolosa e un altro Jean-Baptiste, ambasciatore di Francia in Russia nel 1730, che rinunciò alla carica di capitano ereditario di Vaison per quello di luogotenente generale dei paesi di Bresse, Bugey, Valromey e Gex. Dal suo matrimonio con Marie-Eléonore de Maillé, ebbe un figlio che gli succederà nella sua carica. Si tratta del celebre Donatien, soprannominato il Divin marchese, romanziere, filosofo e politico, il membro più famoso della stirpe. La sua posterità è riportata in seguito. Questo ramo venne ammesso agli Honneurs de la Cour[6] nel 1763 e nel 1766[7].
- Appartengono al ramo di Eyguières, Michel, morto nel 1652, gran ciambellano del re, Louis (1753-1832), scienziato e autore di scienze politiche, e suo fratello Joseph-David, luogotenente generale dei paesi di Bresse, Bugey, Valromey e Gex, acquistando questa carica da suo cugino Donatien[8]. Dal suo matrimonio con Émilie de Bimard, prima escursionista del Mont Ventoux[9], erede del marchesato di Montbrun e del castello di Condé, che rimase nelle proprietà della stirpe fino al 1983, Xavier (1777-1846), deputato dell'Aisne dal 1827 al 1846, e l'ultima del suo ramo, Laure, sposata con suo cugino Claude-Armand, secondogenito del marchese de Sade, e Généreuse-Émilie, sposata con Diomède de Clerc, marchese de Ladevèse, dont postérité[da tradurre][10].
- Dal ramo di Eyguières, attraverso un figlio minore di Jean-Valentin (1593-1631), deriva il ramo di Vauredone o Tarascona da cui proveniva Hippolyte (1710-1780), Chef d'escadre durante la guerra di indipendenza degli Stati Uniti e suo fratello Charles (1713-1793), canonico conte di Marsiglia. Dal loro nipote, Henri-Véran, amministratore della Vaucluse durante la Rivoluzione, ultimo del suo ramo, nacque una figlia, Marie-Henriette, che sposò Louis-Joseph, conte di Grasse dei principi di Antibes, dont postérité[da tradurre][11].

## Ritratti

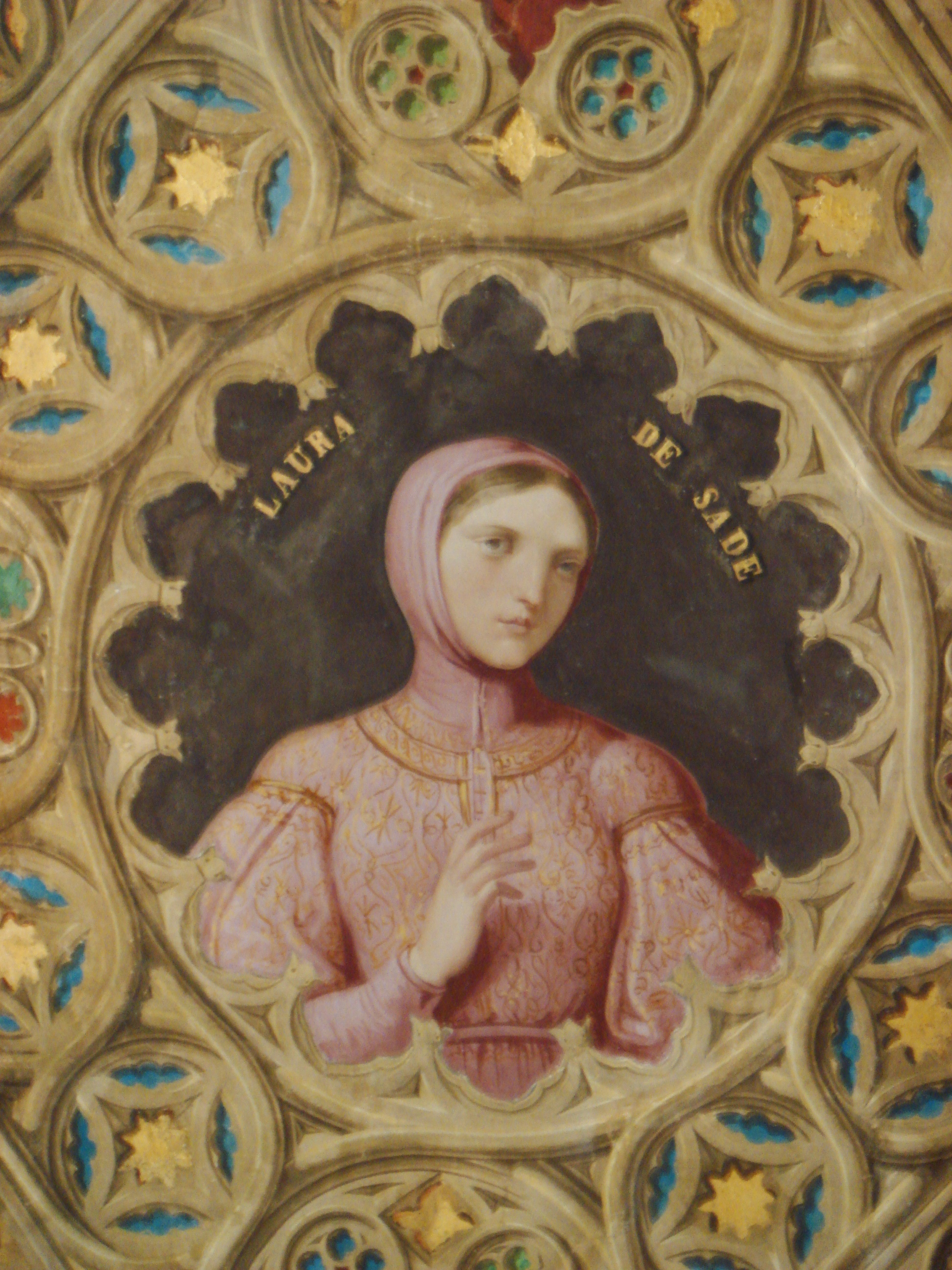
Laura de Sade
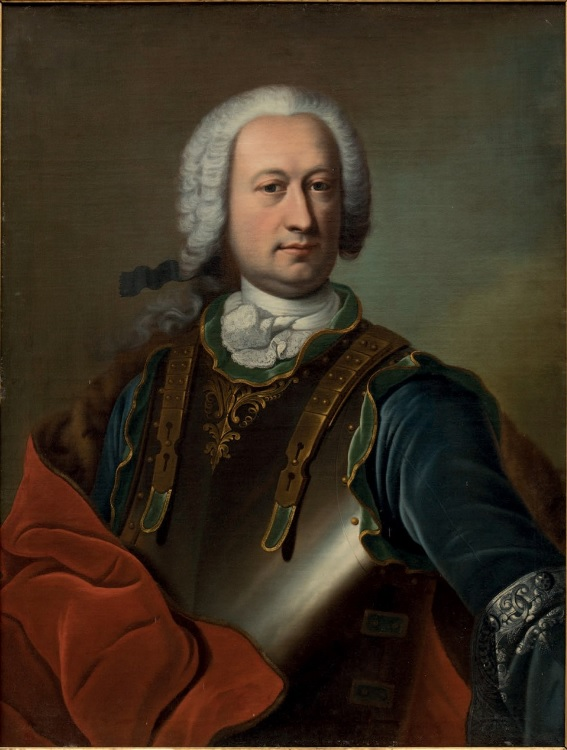
Jean-Baptiste de Sade (1701-1761)
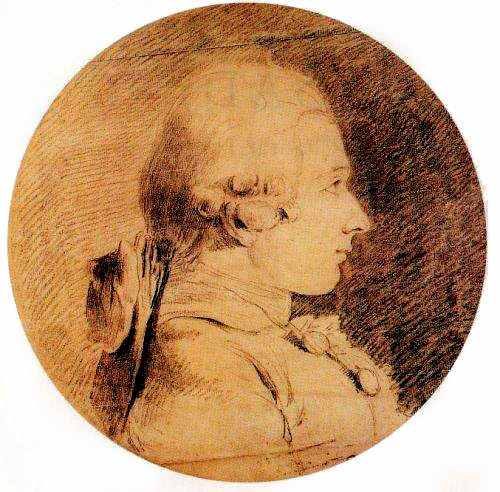
Donatien Alphonse François de Sade (1740-1814)

## Discendenti delDivin Marchese
Donatien, conte detto marchese de Sade (1740-1814) ⚭ 1763 Renée-Pélagie Cordier de Montreuil (1741-1810), ebbero:
- Louis-Marie (1768-1809), storico. Senza figli.
- Madeleine-Laure (1771-1844). Senza figli.
- Claude-Armand, conte de Sade (1769-1847) ⚭ 1808 Laure de Sade (1772-1849), vedi sopra, di cui:
  - Renée (1809-1820). Senza figli.
  - Laure-Émilie (1810-1875) ⚭ 1839 Louis de Graindorge d’Orgeville, barone di Mesnildurand (1814-1889), di cui, tra gli altri:
    - Paul de Graindorge d'Orgeville, barone di Mesnildurand (1846-1879) ⚭ 1875 Béatrix Le Bastier de Rainvilliers (1847-1938), di cui, in particolare:
      - Marie-Gabrielle de Graindorge d'Orgeville (1878-1963) ⚭ 1898 Constant, conte di Lesquen du Plessis-Casso (1865-1959), di cui in particolare:
        - Pierre de Lesquen du Plessis-Casso (1905-1990) ⚭ 1935 Anne-Marie Huon de Kermadec (1913-2006), di cui, in particolare:
          - Henry de Lesquen (1949-)

  - Gabrielle (1814-1875). Senza figli.
  - Alphonse-Ignace, conte de Sade (1812-1890) ⚭ 1842 Henriette-Anne de Cholet (1817-1895), con figli, di cui:
    - Laure (1843-1893) ⚭ 1870 Eugène, visconte di Raincourt (1839-1906), con figli, di cui:
      - Henri, visconte di Raincourt (1883-1928) ⚭ 1908 Marie Beuvain de Beauséjour (1883-1974), in particolare:
        - Philippe, visconte di Raincourt (1909-1959) ⚭ 1933 Germaine de Selle de Beauchamp (1911-2010), di cui, in particolare:
          - Henri, marchese di Raincourt (1948-)

    - Hugues, conte de Sade (1845-1925) ⚭ 1877 Marguerite Janson de Couët (1856-1915)
      - Edith (1878-1882). Senza figli.
      - Yvonne (1880-1941) ⚭ 1904 Henri, visconte d’Argent de Deux-Fontaines (1875-1955). Con figli.
      - Elzéar (1885-1914), morto nella prima guerra mondiale. Senza figli.
      - Bernard, conte de Sade (1891-1933) ⚭ 1918 Jeanne de Sarrazin (1897-1987), di cui:
        - Gilberte (1920-1933), senza figli.
        - Elzéar (1921-1933), senza figli.
        - Xavier, conte de Sade (1922-2010) ⚭ 1946 Rose-Marie Meslay (1926-2013). dont postérité[da tradurre]. Souche[Capo?] dell'attuale famiglia de Sade.
        - Laure (1923-2017) ⚭ 1946 Henri Bohineust de Boulardière (1914-1989). dont postérité[da tradurre].
        - Étiennette (1925-2016) ⚭ 1948 Jacques de Beaumont (1926-1996). dont postérité[da tradurre].
        - Raoul (1931-2012) ⚭ 1960 Cécile du Boberil (1933). Senza figli.

  - Auguste (1815-1868) ⚭ Germaine de Maussion (1818-1876), di cui:
    - Valentine (1847-1922) ⚭ 1864 Pierre Laurens, conte di Waru (1837-1914). dont postérité[da tradurre].
    - Laure (1859-1936), ⚭ 1879 conte Adhéaume de Chevigné (1847-1911), di cui figli:
      - François de Chevigné (1882-1962) ⚭ 1908 Marie Collas (1888-1965), di cui figli:
        - Pierre de Chevigné (1909-2004) ⚭ 1931 Hélène Rodocanachi (1911-1939), di cui figli:
          - Gisèle de Chevigné (1933-) ⚭ 1953 François de La Croix de Castries (1919-2011)
            - Henri de La Croix de Castries (1954-) ⚭ 1984 Anne Millin de Grandmaison (1963-)

      - Marie-Thérèse de Chevigné (1880-1963) ⚭ 1902 Maurice Bischoffsheim (1875-1904) ⚭ 1910 Francis de Croisset (1876-1937), di cui figli:
        - Marie-Laure Bischoffsheim (1902-1970) ⚭ 1923 Charles, visconte poi conte di Noailles (1891-1981), tra cui in particolare:
          - Nathalie de Noailles (1927-2004) ⚭ 1949 Alessandro Perrone (1920-1980), di cui in particolare:
            - Carlo Perrone (1956-)

        - Philippe Wiener de Croisset (1911-1965) ⚭ 1941 Ethel Woodward (1914-1999), di cui in particolare:
          - Charles de Croisset (1943-)

        - Germaine Wiener de Croisset (1913-1975) ⚭ André Lannes de Montebello (1908-1986), di cui in particolare:
          - Philippe Lannes de Montebello (1936-)

Conta anche tra i suoi discendenti la contessa de Chevigné, nata de Sade, i suoi nipoti Marie-Laure de Noailles (mecenate, scrittrice e pittrice), e Pierre de Chevigné (politico e membro della Resistenza), essi stessi nonni di Carlo Perrone (editore) e Henri de Castries (uomo d'affari e alto funzionario), Philippe e suo figlio Henri de Raincourt (entrambi politici), Charles de Croisset (uomo d'affari e alto funzionario), Henry de Lesquen (direttore di un think tank e alto funzionario) e Philippe de Montebello (direttore del Metropolitan Museum of Art di New York).